# پیانیست (فیلم)
پیانیست (به انگلیسی: The Pianist) فیلمی در رابطه با هولوکاست در ژانر زندگی‌نامه‌ای، جنگی و درام ساخته رومن پولانسکی محصول سال ۲۰۰۲ است. فیلم بر مبنای داستان واقعی زندگی نوازندهٔ پیانوی یهودی، ووادیسواف اشپیلمان در دوران جنگ جهانی دوم در لهستان و اشغال این کشور توسط آلمان به قلم خودش در کتاب پیانیست (۱۹۴۶) ساخته شده‌است. وی در آن دوران آثار موسیقی شوپن را در ایستگاه رادیویی ورشو می‌نواخت.
پولانسکی از پیانیست به عنوان مهم‌ترین فیلم خود یاد کرده‌است. وی در کودکی بمباران‌های ورشو توسط نازی‌ها را تجربه کرده و مادرش را در همین بمباران‌ها از دست داده‌است.
آدرین برودی با دریافت جایزه اسکار در سن ۲۹ سالگی، رکورد جوان‌ترین بازیگری که جایزهٔ نقش اول مرد را گرفته، شکست؛ او جایزه فوق را به ووادیسواف اشپیلمان تقدیم کرد.

## خلاصه داستان

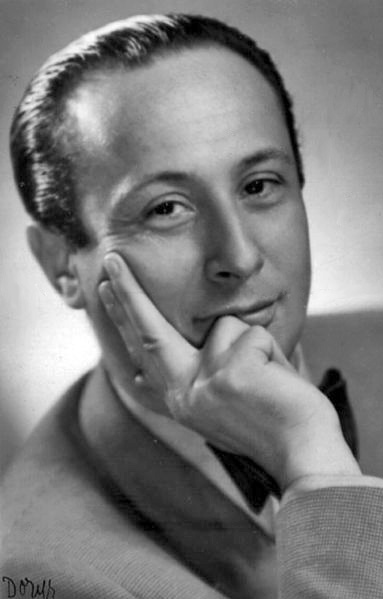
تصویری از ووادیسواف اشپیلمان

داستان فیلم از ۲۳ سپتامبر ۱۹۳۹ و درست چند هفته پس از تهاجم نظامی آلمان نازی به لهستان‏ و با بمباران شهر ورشو توسط آلمانی ها آغاز می شود. روایت ساده، رمز اصلی موفقیت پیانیست است. ووادیسواف اشپیلمان، پیانیست جوانی که در یک ایستگاه رادیویی، قطعات کلاسیک را اجرا و تا آخر ماجرا این روایت همراه او است. خانواده اشپیلمان که به نظر خانواده خوشبختی است در آغاز جنگ در امنیت هستند. خانواده اشپیلمان به گزارشهای مربوط به اعلام جنگ انگلیس و فرانسه علیه آلمان دلگرم بوده هرچند حلقه محاصره نازیها روز به روز تنگ تر می‌شد ولی امیدوار بودند نازیها به زودی عقب رانده می‌شوند و زندگی به حالت عادی بر می‌گردد. اما...

## جزئیات
- رومن پولانسکی کارگردان فیلم بعد از متهم شدن به تجاوز جنسی به یک دختر ۱۳ ساله و برای فرار از زندانی شدن، در سال ۱۹۷۸ از آمریکا خارج شد و از آن زمان تاکنون به آمریکا بازنگشته‌است. اسکار بهترین کارگردانی برای پیانیست را هریسون فورد از طرف او دریافت کرد و ۵ ماه بعد در فرانسه به وی تحویل داد.[۱]
- آدرین برودی برای هر چه بهتر به تصویر کشیدن زندگی کسی که تمام داشته‌هایش را از دست داده، در عرض ۶ هفته نزدیک به ۱۴ کیلوگرم وزن کم کرده‌است. وی در طول مدت ساخت فیلم بسیاری از دارایی‌ها و اموال شخصی خودش (شامل آپارتمان شخصی و ماشینش) را رها کرده و خود را از خانواده و دوستانش جدا نموده بود همچنین در تمام قسمت‌هایی که آدرین برودی در حال نواختن پیانو می‌باشد، واقعاً خودش در حالِ نواختن آن قطعه است که البته صدای موسیقی مزبور با اجرای یک نوازندهٔ حرفه‌ای بر روی آن میکس شده‌است و فقط در جاهایی که کلوز آپ دست خالی نوازنده نشان داده می‌شود، توسط پیانیست مشهور لهستانی «یانوش اولینیچاک» نواخته شده‌است در واقع می‌توان گفت که قسمت شروعی قطعات شوپن توسط خود آدرین برودی نواخته شده‌است و وقتی قطعه در ادامه به قسمت‌های خیلی مشکل‌تر و تکنیکی تر از نظر نوازندگی می‌رسد توسط نوازنده مشهور لهستانی نواخته شده و در فیلم هم در این قسمت‌ها فقط دستان نوازنده نشان داده می‌شود. گفته می‌شود که آدرین برودی در کودکی پیانو را آموخته‌است ولی برای نواختن این قطعات شوپن ماه‌ها قبل از شروع فیلمبرداری این فیلم تمرینات پیانو خود را دوباره از سر گرفته‌است.[۲]

## جوایز
| جایزه                           | نامزد                                       | نتیجه    |
| ------------------------------- | ------------------------------------------- | -------- |
| هفتاد و پنجمین دوره جوایز اسکار | بهترین فیلم                                 | نامزدشده |
| هفتاد و پنجمین دوره جوایز اسکار | بهترین بازیگر نقش اصلی مرد برای آدرین برودی | پیروز    |
| هفتاد و پنجمین دوره جوایز اسکار | بهترین طراحی لباس                           | نامزدشده |
| هفتاد و پنجمین دوره جوایز اسکار | بهترین تدوین                                | نامزدشده |
| هفتاد و پنجمین دوره جوایز اسکار | بهترین فیلم برداری                          | نامزدشده |
| هفتاد و پنجمین دوره جوایز اسکار | بهترین کارگردانی برای رومن پولانسکی         | پیروز    |
| هفتاد و پنجمین دوره جوایز اسکار | بهترین فیلم‌نامه اقتباسی                     | پیروز    |
| شصتمین مراسم گلدن گلوب          | بهترین فیلم درام                            | نامزدشده |
| شصتمین مراسم گلدن گلوب          | بهترین بازیگر نقش اصلی مرد برای آدرین برودی | نامزدشده |
| پنجاه و ششمین مراسم بفتا        | بهترین فیلم                                 | پیروز    |
| پنجاه و ششمین مراسم بفتا        | بهترین کارگردانی برای رومن پولانسکی         | پیروز    |
| پنجاه و ششمین مراسم بفتا        | بهترین بازیگر نقش اصلی مردبرای آدرین برودی  | نامزدشده |
| پنجاه و ششمین مراسم بفتا        | بهترین فیلم نامه اقتباسی                    | نامزدشده |
| پنجاه و ششمین مراسم بفتا        | بهترین فیلم برداری                          | نامزدشده |
| بیست و هشتمین مراسم سزار        | بهترین بازیگر نقش اول مرد برای آدرین برودی  | پیروز    |
| بیست و هشتمین مراسم سزار        | بهترین کارگردانی برای رومن پولانسکی         | پیروز    |
| بیست و هشتمین مراسم سزار        | بهترین فیلم                                 | پیروز    |
| بیست و هشتمین مراسم سزار        | بهترین طراحی صحنه و لباس                    | نامزدشده |
| بیست و هشتمین مراسم سزار        | بهترین فیلم برداری                          | پیروز    |
| بیست و هشتمین مراسم سزار        | بهترین ویرایش                               | نامزدشده |
| بیست و هشتمین مراسم سزار        | بهترین طراحی تولید                          | پیروز    |
| بیست و هشتمین مراسم سزار        | بهترین موسیقی                               | پیروز    |
| بیست و هشتمین مراسم سزار        | بهترین طراحی صدا                            | پیروز    |
| بیست و هشتمین مراسم سزار        | بهترین فیلم نامه                            | نامزدشده |